# クリスマスに雪は降るの?
『クリスマスに雪は降るの?』（クリスマスにゆきはふるの、原題：크리스마스에 눈이 올까요?）は、2009年12月2日から2010年1月28日まで韓国SBSで放送されたテレビドラマ。『ごめん、愛してる』を書いたイ・ギョンヒが脚本を書き、チェ・ムンソクが演出した恋愛劇。主役の建築家と韓方医はコ・スとハン・イェスルが演じた。主演二人の子供時代を演じたキム・スヒョンとナム・ジヒョンが注目された。
ドラマ全編の動画がSBSの公式ウェブサイトで無料で公開されている。
日本では、KNTVにて2010年3月20日から放送された。地上波では、テレビ東京系グッドチャンネル枠にて2011年2月2日から3月24日まで毎週水曜・木曜11時30分から12時25分に放送された。

## 登場人物
チャ・ガンジン
演 - コ・ス／子供時代：キム・スヒョン
ボムソ建築デザインチームチーム長。
ハン・ジワン
演 - ハン・イェスル／子供時代：ナム・ジヒョン
ガンジンの初恋の相手、韓方医。
パク・テジュン
演 - ソン・ジョンホ
ボムソ建築本部長。
イ・ウジョン
演 - ソヌ・ソン
ボムソグループ会長の娘。
チャ・チュニ
演 - チョ・ミンス
ガンジンとプサンの母、喫茶サンゴのマダム。
チャ・プサン
演 - キム・ギバン
ガンジンの異父弟。
ハン・ジュンス
演 - チョン・ホジン
ジワンの父、ミョンイ漢方医院院長。
ソ・ヨンスク
演 - キム・ドヨン
ジワンの母。
ハン・ジヨン
演 - ソン・ジュンギ
ジワンの兄。
ノ教授
演 - キム・インテ
韓医大教授。
ジョンソク
演 - ト・ジハン
ジワンの元カレ、喫茶サンゴのビルのオーナー息子。
ジョンソクの兄
演 - キム・ドンギュン

## スタッフ
- 脚本：イ・ギョンヒ
- 演出：チェ・ムンソク